# Quiero TV
Quiero TV fue la primera plataforma de pago de Televisión digital terrestre en España. 

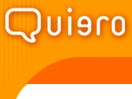
Logo de Quiero Televisión.

## Historia
"Quiero TV" llegaba al mercado español, participado en su mayoría por la empresa Retevisión (Grupo Auna), para intentar hacerse un hueco en los televisores españoles, aprovechando una tecnología que aún estaba virgen, pero con la ventaja de que no sería necesaria instalación alguna en la vivienda, sólo el televisor y un decodificador que ellos instalaban. Era una buena forma de competir con las plataformas digitales por satélite existentes en aquel momento: Vía Digital y Canal Satélite Digital, y con las empresas de cable que poco a poco iban surgiendo a lo largo de todo el territorio, y que de algún modo tenían limitada la expansión, pues la instalación de cable suponía una gran inversión, y tampoco estaba al alcance de todo el territorio. El concurso convocado por el gobierno, para la obtención de las licencias de TDT, no fue difícil de ganar, pues Retevisión fue la única que se presentó al mismo.

### Accionistas

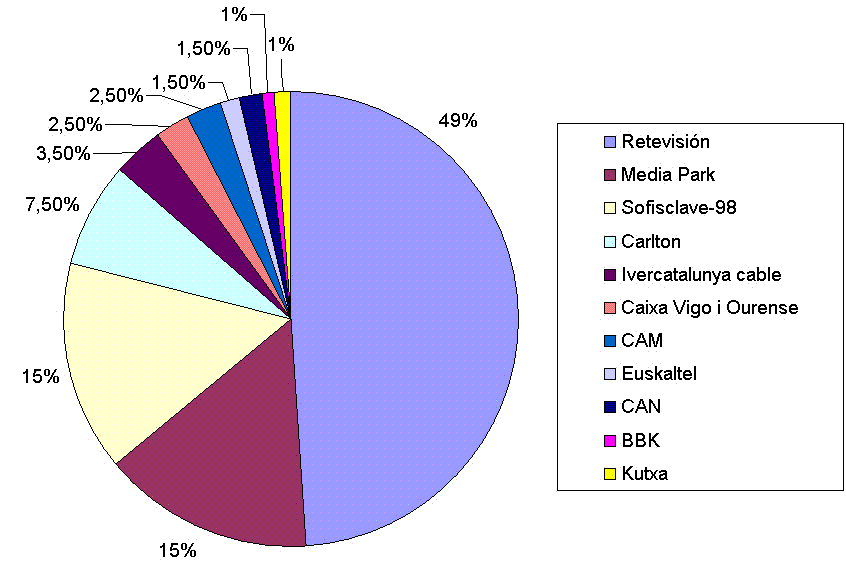
Accionariado de Quiero TV.

El accionario de la compañía era muy diverso, compuesto por Retevisión (49 %), Mediapark (15 %), Planeta (15 %) a través de la sociedad Sofisclave 98, Carlton Communications (7,5 %), Invercatalunya Cable (3,5 %), Caixanova (2,5 %), Caja de Ahorros del Mediterráneo (2,5 %), Caja de Ahorros de Navarra (1,5 %), Euskaltel (1,5 %), Kutxa (1 %) y BBK (1 %). Esta diversidad en el accionariado creó numerosos enfrentamientos entre el mismo, tal fue dicho enfrentamiento, que no encontraron unanimidad ni al liquidar la sociedad en mayo de 2006.

### Inicios
La primera toma de contacto de Quiero TV con el público, tuvo lugar con la emisión de la primera edición del reality show Gran Hermano, pues se vendía como novedad la posibilidad de ver el desarrollo del programa las 24 horas. Este aspecto era sólo publicidad, pues en ese momento no era posible solicitar el alta, ya que todavía no estaba totalmente operativo. Al poco tiempo, se permitieron las altas, en concreto comenzó sus emisiones el 5 de mayo de 2000, aunque las 24 horas del programa se podían seguir también en Vía Digital. La nueva televisión se vendía al público como "La televisión con Internet", aunque la conexión a la red se realizaba con un módem convencional que tenía el decodificador, pero cuya ventaja era que se podía navegar en el televisor, del mismo modo que se ya se llevaba tiempo haciendo, de manos de algunas emisoras estadounidenses, por medio del teclado inalámbrico que se suministraba junto con el decodificador.

### Competencia
Quiero no estaba solo, pues a su vez surgieron otras emisoras de TDT, en este caso en abierto, como fueron Quiero Madrid, la Otra (segundo canal de Telemadrid), y Onda 6 (participada por el grupo Vocento y que operaba también en la comunidad de Madrid). En Navidad de 2000, Quiero TV llegó a tener más de 200.000 clientes.

### Desarrollo
La interactividad llegó a Quiero en junio de 2001, con un juego interactivo, creado por Silicon Artist, y que permitía enfrentarse a los abonados entre ellos. Es en este momento cuando empiezan las discrepancias en el seno de la joven empresa de Retevisión, pues hubo reajuste de plantilla, despidos... Además de existir dudas en el seno de los accionistas, sobre el modelo de negocio de la empresa, y las posibilidades que le ofrece el mercado. Como último reclamo publicitario, siendo por cierto una gran inversión, además de ser pionera en nuestro país, fue el patrocinio del vestuario de los árbitros de fútbol de 1.ª y 2.ª división, los cuales llevaban publicidad por primera vez en la historia del fútbol en España, tras el acuerdo al que llegaron Quiero TV y la RFEF, acuerdo que duró aun cuando la plataforma ya no emitía, pues los árbitros lucieron el logo de Quiero durante una temporada ya sin emisiones.

### Programación
La programación en QuieroTV era muy diversa, incluyendo canales que emitían en otras plataformas digitales, tales como Gran Vía (y su multiplexado Gran Via 2), Paramount Comedy, Nickelodeon, AXN, Calle 13 o Factoría de Ficción. Su canal musical, E-Music, fue el primero en posibilitar que el espectador expresara su opinión mediante el envío de SMS sobreimpresionados en la imagen (los mensajes se escribían con el teclado inalámbrico del decodificador y se enviaban a través del módem que poseía éste, marcando una línea 906). Este canal ya ha desaparecido. 
También el grupo Turner aportaba TCM y Cartoon Network (solo hasta las 22h) e incluso los dos canales temáticos de Grupo Planeta: Beca (De 08 a 00), Geoplaneta (de 10 a 22) y Planeta Junior (De 06 a 10)
Siendo Mediapark su accionista, varios canales de la firma entraron en su dial bien en versión completa o reducida a un bloque horario, por ejemplo Studio Universal, Canal Star (24h), Club Super3 (Hasta las 14h al principio, posteriormente hasta las 19h), Showtime Extreme (inicialmente desde las 18h), Buzz (bloque de 5 horas, generalmente de 13 a 18) o Cinematk (desde las 00h en adelante).
Probablemente esta limitación horaria fuera uno de los puntos negativos en contra de la plataforma, cuando Vía Digital o Canal Satélite Digital ofrecían estos canales a tiempo completo (Las 24 horas al día).
Esta oferta se complementaba con los canales PPV llamada Quiero Club.

### Decadencia
Dos años después del 15 de noviembre de 1999, fecha en que comenzara a emitir "Onda Digital", para posteriormente llamarse "Quiero TV", y tras una inversión de 900 millones de euros y 400 millones de euros de pérdidas, los accionistas de la plataforma digital decidieron desenchufarla, poniendo así fin a un proyecto que pretendía arrebatar el puesto a Canal Satélite Digital. Antes de proceder al cierre la compañía se intentó vender al grupo sueco Skandia, y posteriormente al conjunto formado por la francesa Bouygues y la estadounidense EchoStar, pero ninguna oferta agradó al accionariado. Como último intento se trató de vender al fondo estadounidense Anschultz –propietaria del equipo de baloncesto Los Angeles Lakers y el 20% de las pantallas de cine de Estados Unidos-, que retiró su oferta tras percatarse de "la dificultad de estructurar una compañía en un entorno tan difícil".
Finalmente, se decretó el cierre de la compañía, que tenía buenas aspiraciones de mercado pero no alcanzó los beneficios que se esperaban. Las emisiones finalizaron el 30 de junio de 2002.
El espacio ocupado por Quiero TV en el espectro radioeléctrico para la emisión de sus canales de TV, salió a concurso público de nuevo, siendo estas frecuencias ocupadas por canales que emiten en abierto. En la actualidad no se emiten canales de pago por TDT, quedando reservado este nicho de negocio a las emisiones por satélite (cada vez menos frecuentes) y el cada vez más pujante sector de la fibra óptica. 
- Datos: Q4894375